# Lake Louise (Alberta)
Lake Louise – miejscowość w Parku Narodowym Banff, w Albercie. Znajduje tu się ośrodek narciarski i turystyczny znany z zawodów w narciarstwie alpejskim, mężczyzn i kobiet, zawody odbywają się na olimpijskiej trasie Mens Olympic Downhill Run. Do kurortu można dojechać z miasta Banff w 35–45 min drogą transkanadyjską jadąc 57 km na zachód.
Ośrodek narciarski usytuowany jest na południowych stokach Merlin Ridge, między wysokimi szczytami Gór Skalistych w prowincji Alberta (Mount Richardson, Ptarmigan Peak, Pika Peak i Redoubt Mountain), wszystkie osiągają 3000 m n.p.m. Podnóże stoków jest umiejscowione przy rzece Pipestone, dopływie rzeki Bow, obok skrzyżowania dwóch autostrad: nr 1 (droga transkanadyjska) i nr 93 (Icefield Parkway).

## Baza turystyczna

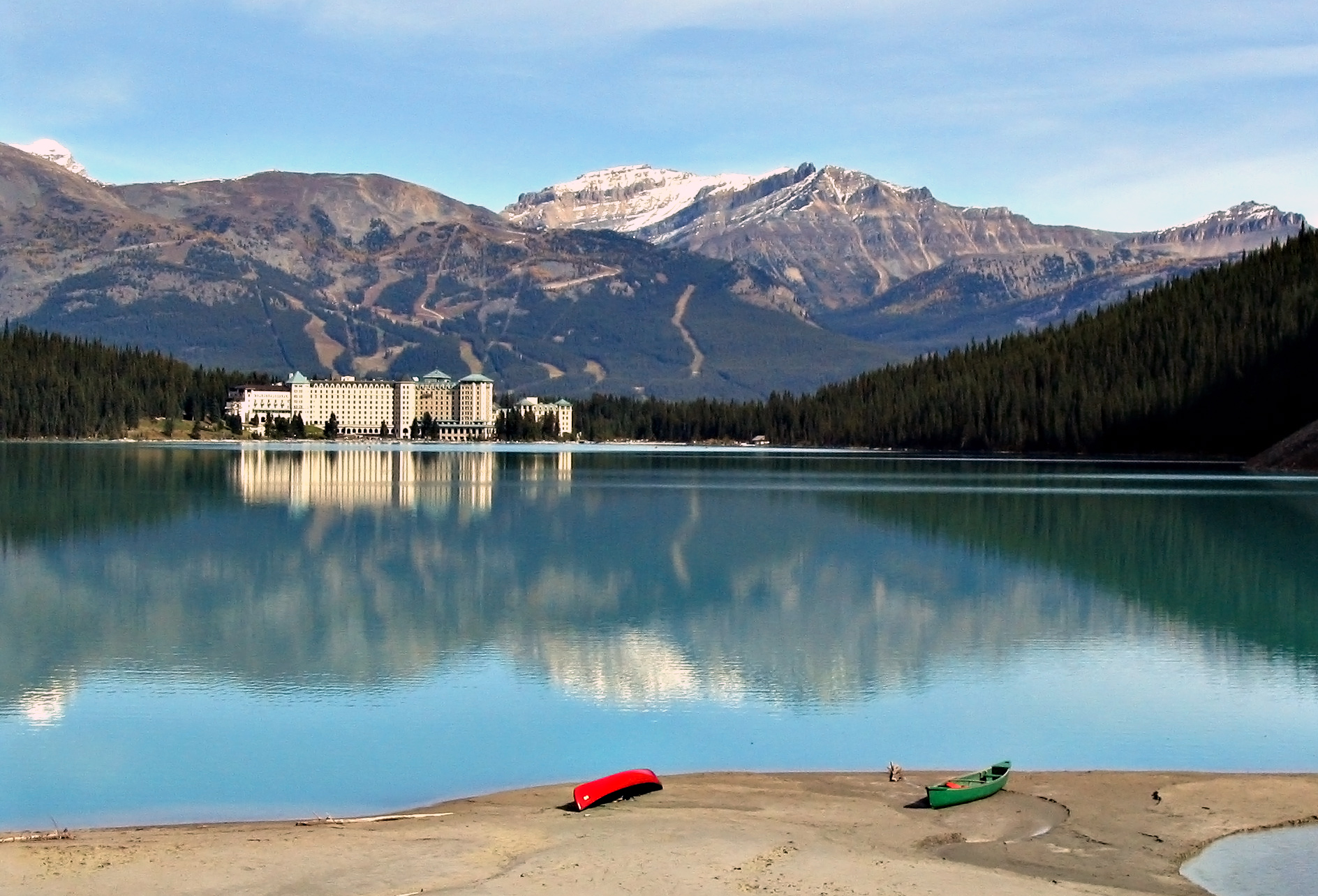
Jezioro Louise i stoki narciarskie w oddali

Centralnym punktem jest jezioro Lake Louise i spływający do niego lodowiec Victoria. Na przeciwnym brzegu jeziora usytuowany jest Chateau Lake Louise – neoklasycystyczny hotel zbudowany przez spółkę kolejową Canadian Pacific Railway. Ponad 400-pokojowy hotel zbudowany został w 1893 i przebudowany po pożarze w 1926.
Spod hotelu prowadzi szereg pieszych tras turystycznych: do Tea House (herbaciarnia) położonego nad brzegiem Lake Agnes (na wysokości 2099 m n.p.m.); trasa przez Paradise Valley do jeziora Moraine oraz trasa Plain of the Six Glaciers na sam lodowiec Victorii, zasilający wodą Lake Louise. Na stokach tego lodowca, pod szczytem Lefroy, zginął w 1896 alpinista Philip Abbott, od którego imienia nazwano pobliską przełęcz.

## Lake Louise Mountain Resort
Ośrodek posiada 139 tras narciarskich na czterech zboczach górskich dla trzech grup narciarzy: 25% dla początkujących, 45% dla doświadczonych i 30% dla zawodowców. Telus park również jest zaprojektowany dla narciarzy z różnym doświadczeniem. Cztery kompleksowe domki letniskowe o całodziennej działalności rozpoczynające działalność wraz ze startem sezonu narciarskiego.
W kurorcie kolej gondolowa jest otwarta przez cały rok dla turystów wywożąc ich na szczyt góry Merlin Ridge, którzy mogą podziwiać panoramy miejscowych lodowców na szczytach górskich, faunę (niedźwiedź grizli i florę) oraz zapierające dech w piersi jezioro Louise.
Inne atrakcje w ośrodku to wyścigi psich zaprzęgów, łyżwiarstwo i narciarstwo biegowe.

### Zarządzanie

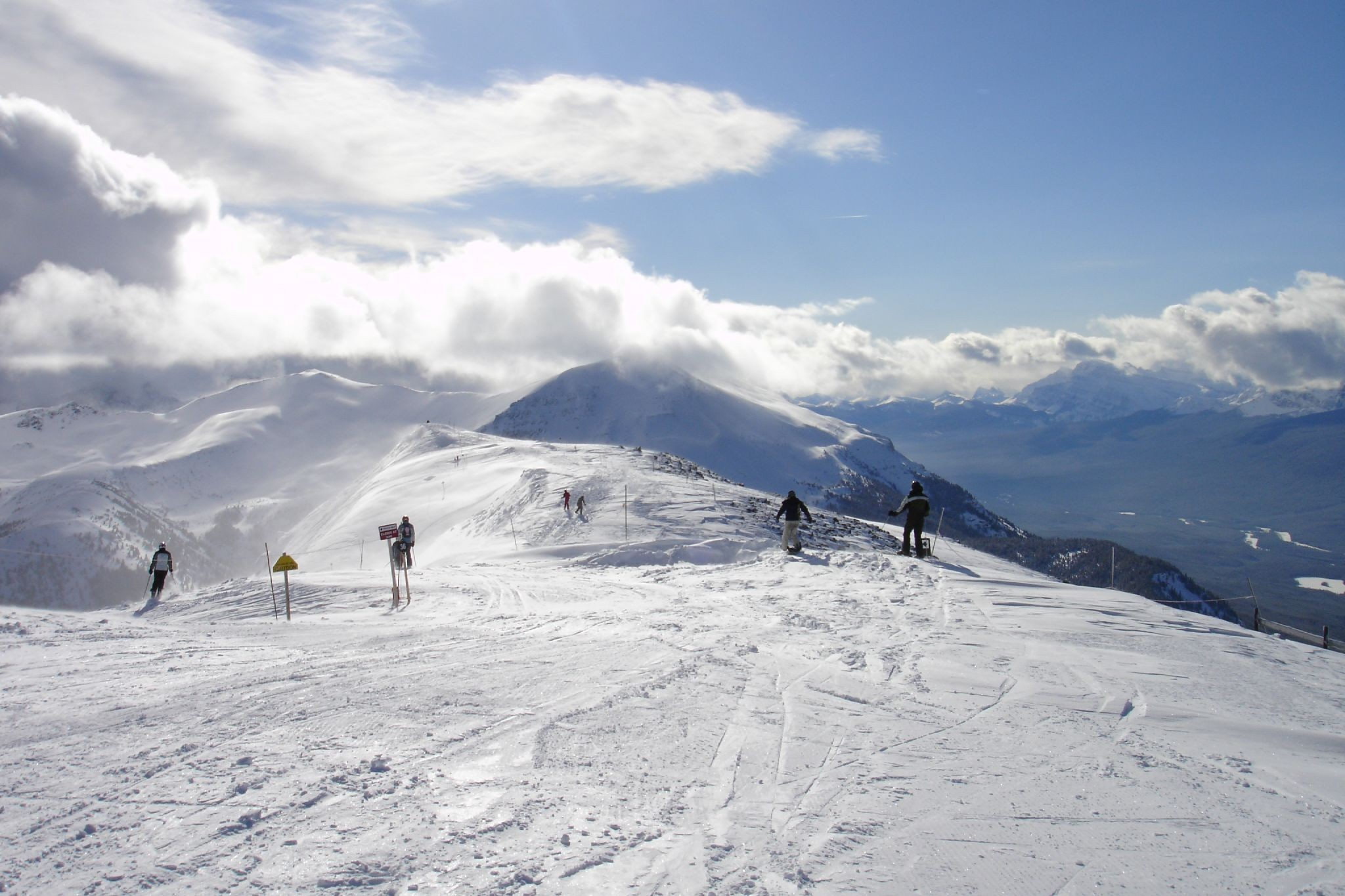
Narciarze na szczycie Merlin Ridge

Ośrodek narciarski był do 2008 r., posiadany i obsługiwany przez przedsiębiorstwo Resorts of the Canadian Rockies (RCR). Kurort teraz został kupiony przez dawnego właściciela Charlie Locke. RCR po pozbyciu się Lake Louise Mountain Resort ma jeszcze w posiadaniu pięć kurortów narciarskich Fernie Alpine Resort, Kimberley Alpine Resort, Nakiska, Mont Sainte-Anne, i Stoneham Mountain Resort.

## Trasy
- 12 Łatwe
- 25 Średnio-łatwe
- 54 Trudne
- 43 Bardzo trudne

## Wyciągi
W Lake Louise znajdują się następujące wyciągi narciarskie:
| Nazwa                           | Długość (m) | Rok otwarcia | Czas jazdy (min.) |
| ------------------------------- | ----------- | ------------ | ----------------- |
| Summit Platter                  | 1119        | 1976         | 8                 |
| Glacier Express Quad            | 1822        | 2000         | 7                 |
| Grizzly Express Gondola         | 2918        | 2003         | 12                |
| Paradise Triple Chair           | 1100        | 1982         | 3                 |
| Ptarmigan Quad Chair            | 1021        | 2008         | 9                 |
| Larch Express Chair             | 1463        | 1998         | 9                 |
| Top of the World 6-Pack Express | 1344        | 2003         | 9                 |
| Magic Carpet                    | 79          | 2006         | 6                 |
| Sunny T-Bar                     | 361         |              | 2                 |